# Harry Roldán Pinedo Valera

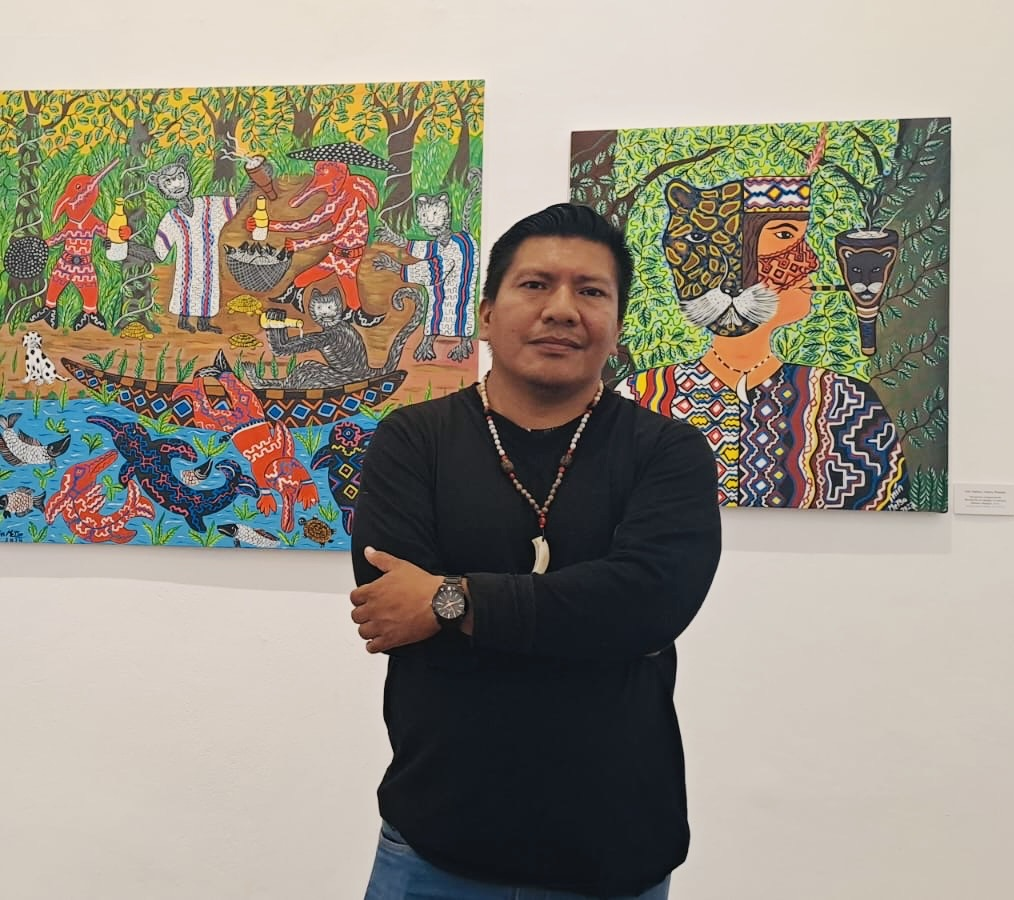
Harry Pinedo Valera (2024)

Harry Roldán Pinedo Valera (Harry Pinedo), na língua dos Shipibo-Conibo Inin Metsa, (Pucallpa), 11 de maio de 1988) é um artista contemporâneo de arte indígena peruana.

## Vida

### Carreira e influência artística
Pinedo aprendeu a desenhar como assistente dos seus pais, Elena Valera e Roldán Pinedo, também artistas, e a incorporar os elementos pictóricos em falta. Com o passar dos anos, desenvolveu o seu próprio estilo de pintura e tornou-se um artista por direito próprio. Em 2020, Pinedo obteve uma licenciatura em Educação para a Educação Intercultural Bilingue pela Universidad Peruana Cayetano Heredia e, desde então, tem ensinado na Escola Comunitária Shipibo em Cantagallo.
Pinedo pertence ao povo Shipibo de Ucaiáli, na Amazônia peruana, e trabalha em Lima desde 1995, onde vive na comunidade urbana Shipibo de Cantagallo. É um representante da arte indígena, cujo tema é o mundo da selva da América do Sul. A influência artística provém, portanto, menos de outros artistas indígenas do que do confronto com a natureza no seu equilíbrio de fauna e flora, por um lado, e com os povos indígenas que vivem simbioticamente com ela e dentro dela, por outro.

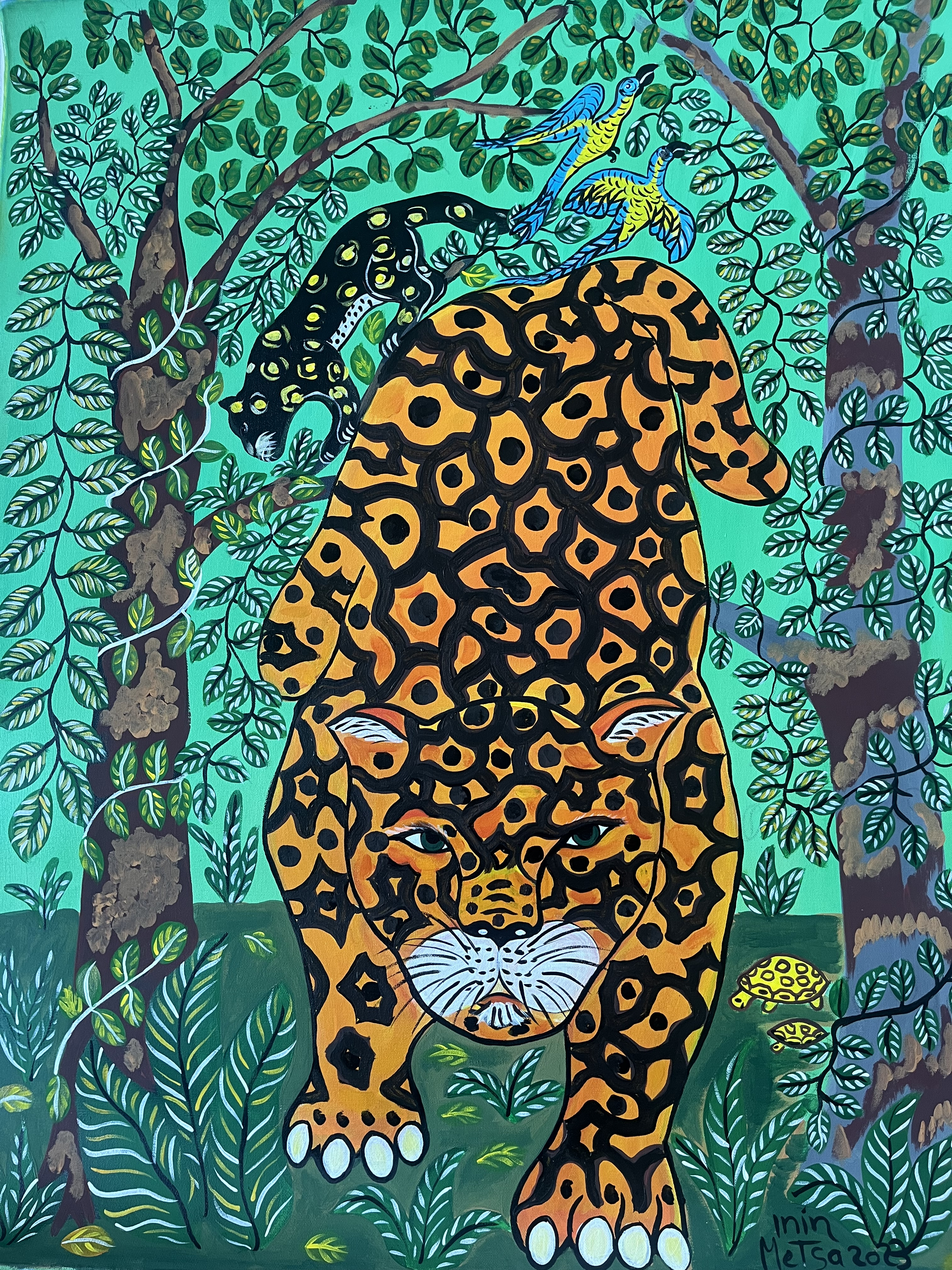
El Jaguar (2023)

O movimento do indigenismo pictórico desenvolveu-se no Peru em meados do século XX. No entanto, enquanto os pintores indígenas anteriores se concentravam exclusivamente nos povos andinos, as obras de Pinedo abordam os habitantes da selva e o seu mundo. À semelhança da Arte naïf, trata-se de motivos pictóricos simples e imaginativos cuja origem, no entanto, provém de um contexto xamanístico e confere ao motivo uma interpretação espiritual. Pinedo incorpora as suas próprias experiências de consumo da droga Ayahuasca nas suas pinturas visionárias e visualiza ideias indígenas de espíritos e entidades espirituais, tais como animais e plantas da floresta tropical.

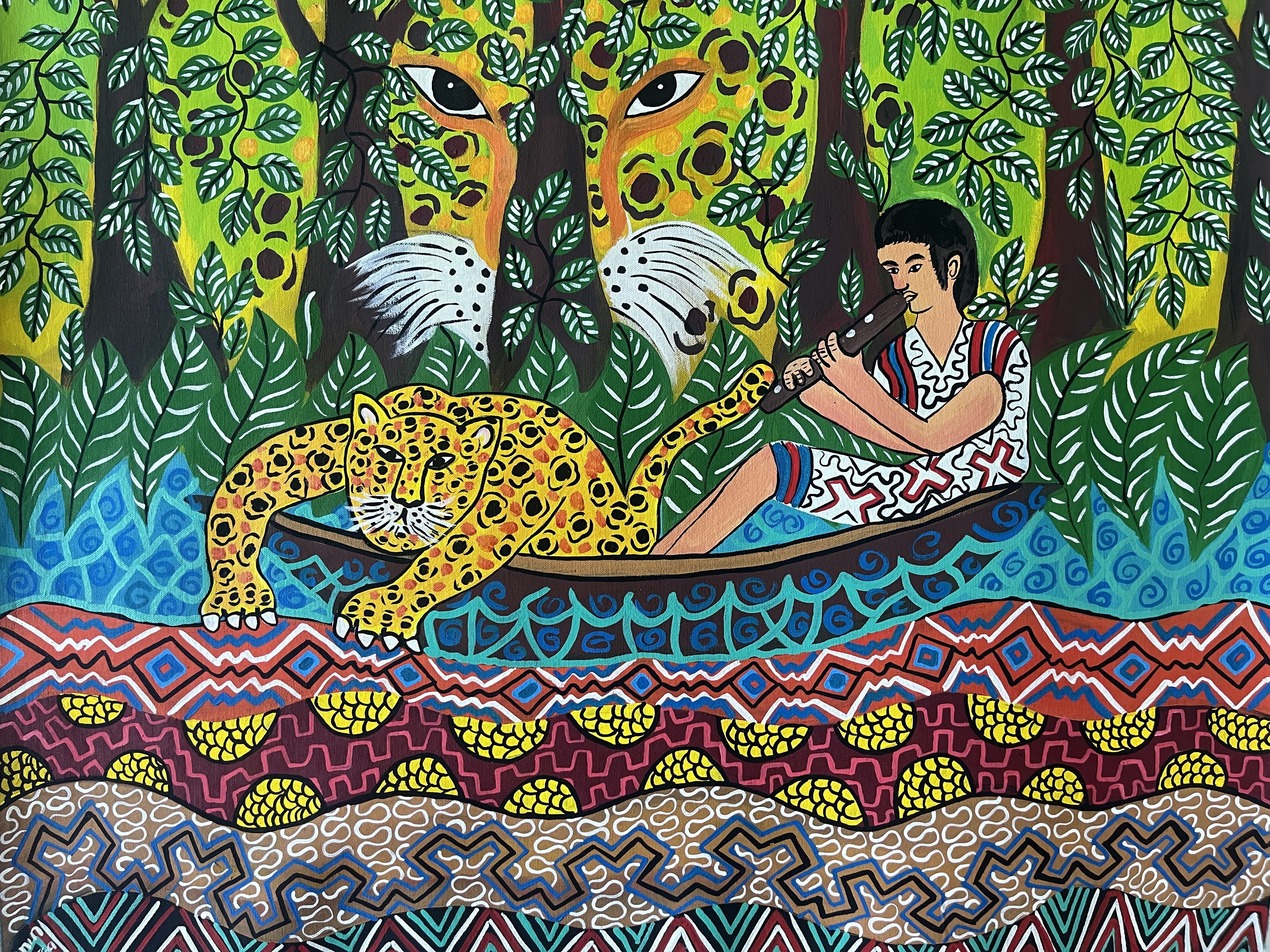
Melodías desde la canoa (2023)

 Tal como na Arte naïf, trata-se de representações simples e bidimensionais da fauna e da flora; no entanto, as suas pinturas caracterizam-se pelos padrões do mundo animal que emergem repetidamente, que podem ser encontrados nas suas obras de várias formas e são interpretados como a incondicionalidade da vida humana dependente da natureza. Idealmente, trata-se de uma simbiose mutuamente dependente entre o homem e a natureza: as suas obras contêm, por isso, também elementos críticos em relação à sociedade, mas que devem ser entendidos como um apelo ao respeito e à preservação da natureza e da floresta tropical como base da vida, em vez de a destruir.

### Estilo e técnicas
Na sua terra natal, Pinedo aprendeu a arte da pintura indígena com pincéis feitos de ramos de Piripiri ou de pelo de ronsoco, utilizando o solo local para obter as suas cores e o simples tocuyo como tecido, que é tingido com essências da casca da árvore de mogno. Desta forma, Pinedo tenta captar a magia e o mistério dos habitantes da selva e fixar com cor e forma as tradições orais do povo Shipibo-Conibo. Para além das cores naturais da nossa própria produção, as tintas acrílicas são também utilizadas para formatos de grandes áreas.

### Exposições (seleção)
- 2024 Pinta Miami – The Latin American Gene, Miami
- 2023 healing, Museu das Culturas do Mundo Frankfurt am Main
- 2022 Perú en mi Corazon, Galerie Maggy Stein, Luxemburgo
- 2021 Place-Making, World-Making, Universidade de Essex
- 2020 Amazonia Arte e Identidad, Boulevard Art Gallery Asia, Lima
- 2019 ARCOmadrid, País convidado Peru. Amazonas, Madrid
- 2018 Ruraq Maki, Museu Nacional, Lima
- 2017 El Explendor de Yanapuma, Centro Colich de Barranco, Lima
- 2016 BAZARTE, Lima Contemporânea na Fundação Euroidiomas, Lima
- 2014 La Peinture Contemporaine de I´Amazonie Peruvienne, Maison des Associations, Paris
- 2013 Mira! – Artes Visuais Contemporâneas de los Pueblos Indigenas. Centro Cultural da Universidade de Minas de Grey, Belo Horizonte
- 2011 Amazonia I, Sala Ricardo Palma de la  Município de Miraflores, Lima
- 2010 Noite de Arte 2010, BBVA Banco Continental, San Isidro, Lima

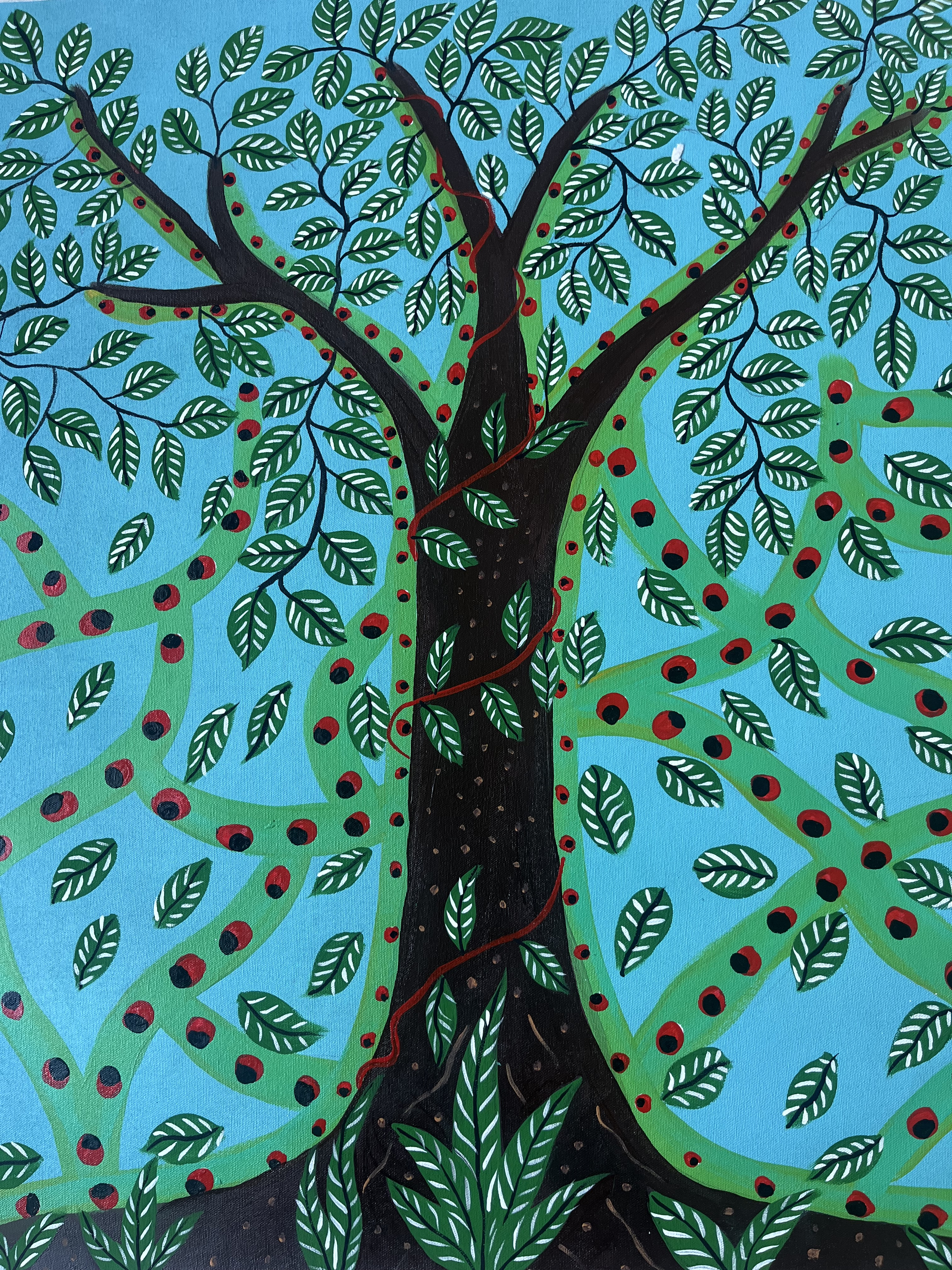
Árbol de huayruros (2023)
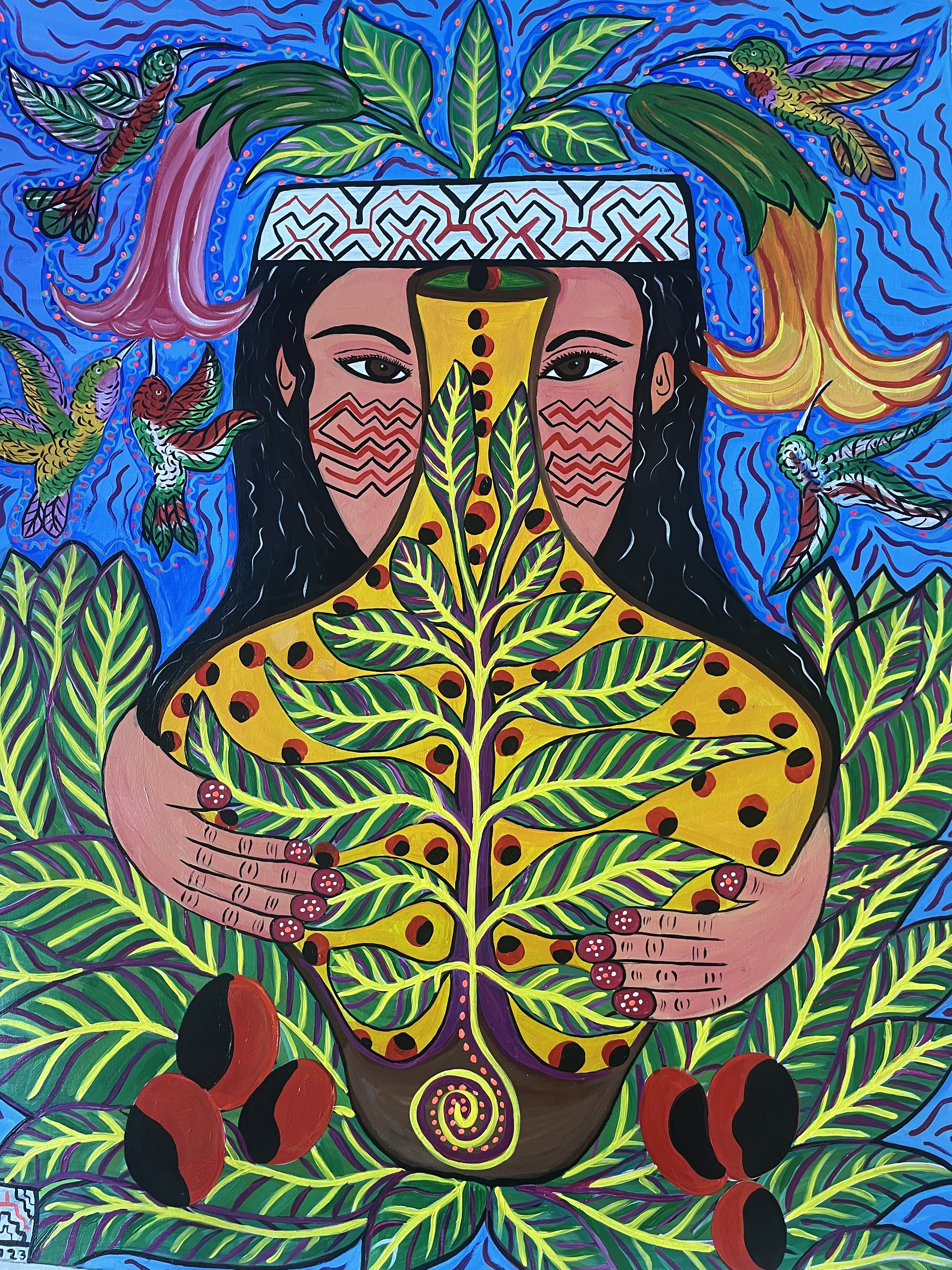
Mujer de la medicina (2023)
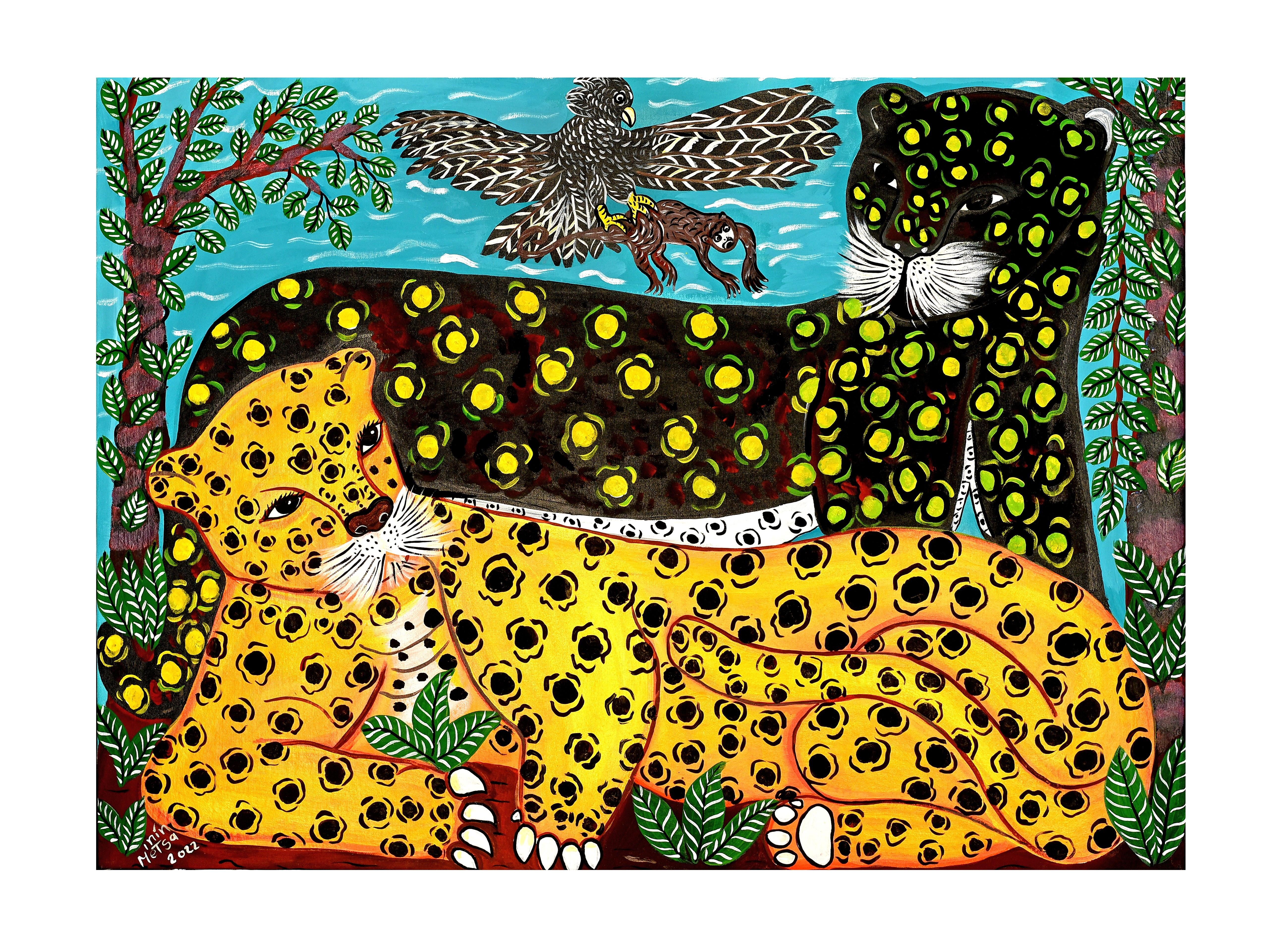
Sol y luna en la mañana (2022)
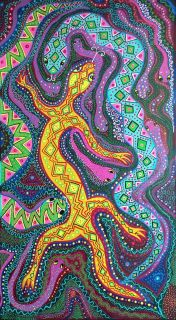
Visión de lagartijas (2022)

## Obras em colecções públicas
- Museu das Culturas do Mundo, Frankfurt am Main
- Universidad Peruana Cayetano Heredia, Lima
- Ministério da Cultura do Peru, Lima

## Literatura
- healing. Brochura que acompanha a exposição Life in Balance (Vida em equilíbrio) de 2 de novembro de 2022 a 3 de setembro de 2023 no Museu das Culturas do Mundo Frankfurt am Main.
- Giuliana Borea e Rember Yahuarcani: Amazonian Waterway, Amazonian Water-Worlds: Rivers in Government Projects and Indigenous Art, Liquid Ecologies in Latin American and Caribbean Art (publicado por Lisa Blackmore e Liliana Gómez 2020), pp. 106–124.
- Harry Pinedo Valera: El esplendor de Yana Puma, El Comercio de 26 de janeiro de 2017.
- Oscar G. Pamo Reyna: De La Selva, Su Pintor: Harry Pinedo Valera, Acta Herediana Vol. 60, abril - setembro de 2017, pp. 83–86.
- Harry Pinedo / ININ METSA. Pertenece al pueblo Shipibo de Ucayali en la Amazonía de Perú, DESIGNER Magazine de 29 de julho de 2021.

## Ligações Web
- Museu das Culturas do Mundo Frankfurt am Main: O artista peruano Harry Pinedo
- Exposição Animais da nossa floresta de Roldán e Harry Pinedo
- Harry Pinedo – Estética amazônica: artistas indígenas urbanos e a defesa do bem viver
- WordPress.com: L‘Artiste Harry Pinedo Valera
- Latin American Literature Today: Harry Roldan Pinedo Varela (Inin Metsa)